# Oncidium ottonis
Oncidium ottonis är en orkidéart som beskrevs av Rudolf Schlechter. Oncidium ottonis ingår i släktet Oncidium och familjen orkidéer. Inga underarter finns listade i Catalogue of Life.